# Stenomacrus mellipes
Stenomacrus mellipes är en stekelart som först beskrevs av Léon Abel Provancher 1888.  Stenomacrus mellipes ingår i släktet Stenomacrus och familjen brokparasitsteklar. Inga underarter finns listade i Catalogue of Life.